# Larsarvet
Larsarvet är en bebyggelse i Falu kommun i Dalarnas län belägen väster om Grycksbo i Stora Kopparbergs socken. Fram till 2015 räknades bebyggelsen av SCB som en egen småort, för att därefter räknas som en del av tätorten Grycksbo.